# Ante Juric
Ante Juric (en croata: Ante Jurić; Canberra, Australia, 11 de noviembre de 1973) es un exfutbolista y entrenador de fútbol de Australia que jugaba en la posición de defensa y que actualmente es el entrenador del Sydney United.

## Carrera

### Club
| Periodo   | Club                   | Apariciones | Goles |
| --------- | ---------------------- | ----------- | ----- |
| 1992-1993 | Canberra Deakin        | 26          | 0     |
| 1993–1994 | Melbourne Knights      | 1           | 0     |
| 1994      | Fawkner Blues          | 12          | 2     |
| 1994-1995 | Sydney Olympic         | 21          | 0     |
| 1995-1996 | Benfica Castelo Branco | 11          | 0     |
| 1996-1997 | Canberra Cosmos        | 10          | 0     |
| 1997      | APIA Leichhardt        | 19          | 3     |
| 1997-2004 | Sydney Olympic         | 189         | 17    |
| 2001      | Molde FK               | 3           | 0     |
| 2003      | Johor FA               | 17          | 0     |
| 2004-05   | Pahang FA              | 18          | 0     |
| 2005-2007 | Sydney United          | 51          | 1     |

### Selección nacional
Estuvo en el proceso de selecciones menores desde la categoría sub-20. Jugó para Australia en cuatro ocasiones en la Copa de las Naciones de la OFC 2002 donde anotó un gol.

### Entrenador
| Periodo   | Club                |
| --------- | ------------------- |
| 2009-2010 | Australia sub-13/14 |
| 2017-2020 | Sydney FC W-League  |
| 2020-2022 | Sydney Olympic      |
| 2025-     | Sydney United       |